# Religija u Belgiji
Religija u Belgiji zastupljena je s nekoliko vjerskih zajednica.

## Povijest
Belgija je tradicijski kršćanska, prije svega rimokatolička. Njena pripadnost rimokatoličanstvu u svezi je s diobom Španjolske Nizozemske.

## Vjerska struktura
Procjene koje navodi CIA za 2011. godinu govore o sljedećem vjerskom sastavu:
- rimokatolici 75%
- ostali (protestanti uključeni) 25%

## Galerija
- Širenje kršćanstva u Europi i na Sredozemlju.
- Europa u doba velike podjele 1054. godine.
- Religija u Europi, na Sredozemlju i na Bliskom Istoku 1100.
- Religije u Europi 1560.